# Alpiner Skiweltcup 1992/93
Die Saison 1992/93 des, von der FIS veranstalteten, Alpinen Skiweltcups. begann am 28. November 1992 in Sestriere (Männer) bzw. Park City (Frauen) und endete am 28. März 1993 in Åre. Die Männer absolvierten 31 Rennen, (10 Abfahrten, 7 Super-G, 6 Riesenslaloms, 8 Slaloms) bei den Frauen waren es 30 Rennen (9 Abfahrten, 6 Super-G, 7 Riesenslaloms, 8 Slaloms). Dazu wurden bei den Männern drei Kombinationswertungen, und deren zwei bei den Frauen ausgetragen.
Höhepunkt der Saison waren die Weltmeisterschaften 1993 in Morioka.

## Weltcupwertungen

### Gesamt
| Rang | Name                  | Punkte |
| ---- | --------------------- | ------ |
| 1.   | Marc Girardelli       | 1379   |
| 02.  | Kjetil André Aamodt   | 1347   |
| 03.  | Franz Heinzer         | 0828   |
| 04.  | Günther Mader         | 0826   |
| 05.  | Alberto Tomba         | 0817   |
| 06.  | Atle Skårdal          | 0596   |
| 07.  | Patrick Ortlieb       | 0560   |
| 08.  | Daniel Mahrer         | 0556   |
| 09.  | Thomas Fogdö          | 0545   |
| 10.  | Armin Assinger        | 0533   |
| 11.  | Jan Einar Thorsen     | 0460   |
| 12.  | Lasse Kjus            | 0452   |
| 13.  | William Besse         | 0442   |
| 14.  | Markus Wasmeier       | 0400   |
| 15.  | Adrien Duvillard      | 0364   |
| 16.  | Thomas Stangassinger  | 0362   |
| 17.  | Steve Locher          | 0344   |
| 18.  | Paul Accola           | 0331   |
| 19.  | Fredrik Nyberg        | 0319   |
| 20.  | Michael von Grünigen  | 0313   |
| 21.  | Hubert Strolz         | 0312   |
| 22.  | Hannes Trinkl         | 0297   |
| 23.  | Werner Perathoner     | 0295   |
| 24.  | Peter Rzehak          | 0293   |
| 25.  | Leonhard Stock        | 0288   |
| 26.  | Bernhard Gstrein      | 0276   |
| 26.  | Jure Košir            | 0276   |
| 28.  | Luigi Colturi         | 0257   |
| 29.  | Stephan Eberharter    | 0249   |
| 30.  | Johan Wallner         | 0244   |
| 31.  | Tommy Moe             | 0240   |
| 32.  | Thomas Sykora         | 0238   |
| 33.  | Christophe Plé        | 0237   |
| 34.  | Bruno Kernen          | 0233   |
| 34.  | Peter Roth            | 0233   |
| 36.  | AJ Kitt               | 0228   |
| 37.  | Ole Kristian Furuseth | 0227   |
| 38.  | Cary Mullen           | 0210   |
| 39.  | Franck Piccard        | 0209   |
| 39.  | Pietro Vitalini       | 0209   |
| 41.  | Patrick Staub         | 0206   |
| 42.  | Peter Runggaldier     | 0205   |
| 43.  | Josef Polig           | 0197   |
| 44.  | Dietmar Thöni         | 0194   |
| 45.  | Marco Hangl           | 0187   |
| 46.  | Armin Bittner         | 0185   |
| 47.  | Oliver Künzi          | 0183   |
| 48.  | Rainer Salzgeber      | 0176   |
| 49.  | Denis Rey             | 0171   |
| 50.  | Alberto Senigagliesi  | 0169   |

| Rang | Name                     | Punkte |
| ---- | ------------------------ | ------ |
| 051. | Didrik Marksten          | 159    |
| 052. | Urs Lehmann              | 157    |
| 053. | Hans Pieren              | 155    |
| 054. | Michael Tritscher        | 149    |
| 055. | Alain Feutrier           | 148    |
| 056. | Patrice Bianchi          | 140    |
| 057. | Kristian Ghedina         | 139    |
| 058. | Helmut Höflehner         | 136    |
| 059. | Luc Alphand              | 133    |
| 060. | Lasse Arnesen            | 131    |
| 060. | Patrik Järbyn            | 131    |
| 062. | Sergio Bergamelli        | 128    |
| 063. | Hansjörg Tauscher        | 121    |
| 064. | Tobias Barnerssoi        | 119    |
| 065. | Michael Lichtenegger     | 113    |
| 065. | Fabrizio Tescari         | 113    |
| 067. | Mats Ericson             | 111    |
| 067. | Richard Kröll            | 111    |
| 069. | Asgeir Linberg           | 109    |
| 070. | Tom Stiansen             | 106    |
| 071. | Hans Knauß               | 096    |
| 072. | Finn Christian Jagge     | 090    |
| 073. | Gianfranco Martin        | 084    |
| 074. | Xavier Gigandet          | 083    |
| 075. | Ralf Socher              | 080    |
| 076. | Ian Piccard              | 077    |
| 077. | Konrad Kurt Ladstätter   | 075    |
| 078. | Siegfried Voglreiter     | 074    |
| 079. | Daniel Caduff            | 072    |
| 080. | Urs Kälin                | 069    |
| 081. | Carlo Gerosa             | 068    |
| 082. | Christian Mayer          | 065    |
| 083. | Rob Boyd                 | 064    |
| 084. | Thierry Gentina          | 056    |
| 085. | Niklas Nilsson           | 055    |
| 085. | Brian Stemmle            | 055    |
| 087. | Fabio De Crignis         | 050    |
| 087. | Tobias Hellman           | 050    |
| 089. | Bernhard Baur            | 043    |
| 089. | Mitja Kunc               |        |
| 091. | Franco Cavegn            | 042    |
| 091. | Matthew Grosjean         | 042    |
| 091. | Marcel Sulliger          | 042    |
| 094. | Massimo Zucchelli        | 041    |
| 095. | Matteo Belfrond          | 040    |
| 095. | Luca Cattaneo            | 040    |
| 097. | Jean-Luc Crétier         | 039    |
| 097. | Roberto Spampatti        | 039    |
| 097. | Harald. C. Strand Nilsen | 039    |
| 100. | Richard Pramotton        | 038    |

| Rang | Name                 | Punkte |
| ---- | -------------------- | ------ |
| 101. | Rob Crossan          | 35     |
| 102. | Roger Pramotton      | 32     |
| 102. | Kyle Rasmussen       | 32     |
| 104. | Helmut Mayer         | 31     |
| 105. | Markus Eberle        | 30     |
| 106. | Lionel Finance       | 29     |
| 106. | Gregor Grilc         | 29     |
| 106. | Jeremy Nobis         | 29     |
| 109. | Martin Fiala         | 27     |
| 109. | Jeff Olson           | 27     |
| 111. | Andrej Miklavc       | 22     |
| 111. | Tetsuya Okabe        | 22     |
| 113. | Alessandro Fattori   | 20     |
| 113. | François Simond      | 20     |
| 115. | Christophe Fivel     | 19     |
| 116. | Didier Schmidt       | 18     |
| 117. | Espen Hellerud       | 17     |
| 117. | Patrick Holzer       | 17     |
| 119. | Janne Leskinen       | 16     |
| 120. | Stéphane Cretin      | 15     |
| 121. | Christian Polig      | 14     |
| 121. | Armand Schiele       | 14     |
| 123. | Thomas Grandi        | 13     |
| 124. | Werner Franz         | 12     |
| 124. | Takuya Ishioka       | 12     |
| 124. | Gerhard Königsrainer | 12     |
| 127. | Attila Bónis         | 11     |
| 128. | Yves Dimier          | 10     |
| 128. | Marcin Szafrański    | 10     |
| 130. | Stéphane Exartier    | 09     |
| 130. | Szymon Kraciuk       | 09     |
| 130. | Michel Lucatelli     | 09     |
| 130. | Ed Podivinsky        | 09     |
| 134. | Luca Pesando         | 08     |
| 134. | Heinz Peter Platter  | 08     |
| 134. | Angelo Weiss         | 08     |
| 137. | Xavier Fournier      | 07     |
| 137. | Mika Marila          | 07     |
| 137. | Erik Schlopy         | 07     |
| 140. | Bill Hudson          | 06     |
| 140. | Todd Kelly           | 06     |
| 142. | Franck Carmagnolle   | 05     |
| 142. | Michael Haas         | 05     |
| 144. | Günther Marxer       | 04     |
| 145. | Attilio Barcella     | 02     |
| 145. | Martin Bell          | 02     |
| 145. | Franz Teppan         | 02     |
| 148. | Jostein Haugen       | 01     |
| 148. | Stefan Krauß         | 01     |

| Rang | Name                  | Punkte |
| ---- | --------------------- | ------ |
| 01.  | Anita Wachter         | 1286   |
| 02.  | Katja Seizinger       | 1266   |
| 03.  | Carole Merle          | 1086   |
| 04.  | Miriam Vogt           | 0701   |
| 05.  | Ulrike Maier          | 0696   |
| 06.  | Vreni Schneider       | 0626   |
| 07.  | Martina Ertl          | 0605   |
| 08.  | Heidi Zeller-Bähler   | 0599   |
| 09.  | Kerrin Lee-Gartner    | 0565   |
| 10.  | Regina Häusl          | 0553   |
| 11.  | Deborah Compagnoni    | 0535   |
| 12.  | Morena Gallizio       | 0525   |
| 13.  | Régine Cavagnoud      | 0497   |
| 14.  | Annelise Coberger     | 0484   |
| 15.  | Heidi Zurbriggen      | 0469   |
| 16.  | Sylvia Eder           | 0421   |
| 17.  | Patricia Chauvet      | 0402   |
| 18.  | Chantal Bournissen    | 0362   |
| 19.  | Astrid Lødemel        | 0359   |
| 20.  | Kristina Andersson    | 0358   |
| 21.  | Anja Haas             | 0333   |
| 22.  | Bibiana Perez         | 0328   |
| 23.  | Kate Pace             | 0324   |
| 24.  | Pernilla Wiberg       | 0319   |
| 25.  | Warwara Selenskaja    | 0307   |
| 26.  | Tatjana Lebedewa      | 0299   |
| 27.  | Julie Parisien        | 0292   |
| 28.  | Sabine Ginther        | 0281   |
| 29.  | Christina Meier-Höck  | 0251   |
| 29.  | Barbara Sadleder      | 0251   |
| 31.  | Sabina Panzanini      | 0250   |
| 32.  | Ingrid Salvenmoser    | 0232   |
| 33.  | Stefanie Schuster     | 0226   |
| 34.  | Karin Köllerer        | 0218   |
| 35.  | Rosi Renoth           | 0216   |
| 36.  | Anne Berge            | 0211   |
| 37.  | Elfi Eder             | 0207   |
| 38.  | Ulrike Stanggassinger | 0202   |
| 39.  | Picabo Street         | 0189   |
| 40.  | Karin Buder           | 0177   |
| 40.  | Veronika Wallinger    | 0177   |
| 42.  | Diann Roffe           | 0160   |

| Rang | Name                     | Punkte |
| ---- | ------------------------ | ------ |
| 43.  | Michaela Gerg            | 158    |
| 44.  | Lara Magoni              | 157    |
| 45.  | Katharina Gutensohn      | 156    |
| 45.  | Petra Kronberger         | 156    |
| 47.  | Megan Gerety             | 154    |
| 48.  | Marianne Kjørstad        | 153    |
| 48.  | Hilary Lindh             | 153    |
| 50.  | Monika Kogler            | 139    |
| 51.  | Urška Hrovat             | 132    |
| 52.  | Barbara Merlin           | 130    |
| 53.  | Christine von Grünigen   | 111    |
| 54.  | Martina Accola           | 109    |
| 55.  | Špela Pretnar            | 107    |
| 56.  | Corinne Rey-Bellet       | 104    |
| 57.  | Renate Götschl           | 100    |
| 58.  | Nataša Bokal             | 097    |
| 59.  | Carole Montillet         | 092    |
| 60.  | Mojca Suhadolc           | 083    |
| 60.  | Kristi Terzian           | 083    |
| 62.  | Martina Osterried        | 082    |
| 63.  | Lucia Medzihradská       | 080    |
| 64.  | Caroline Gedde-Dahl      | 077    |
| 65.  | Krista Schmidinger       | 076    |
| 66.  | Monika Maierhofer        | 074    |
| 67.  | Claudia Strobl           | 068    |
| 68.  | Edda Mutter              | 066    |
| 69.  | Merete Fjeldavlie        | 064    |
| 70.  | Manuela Lieb             | 063    |
| 70.  | Kari Anne Saude          | 063    |
| 72.  | Christina Riegel         | 060    |
| 73.  | Gabriela Zingre-Graf     | 058    |
| 74.  | Michelle Ruthven         | 057    |
| 75.  | Katyuscia Demez          | 056    |
| 76.  | Sophie Lefranc-Duvillard | 055    |
| 77.  | Béatrice Filliol         | 052    |
| 78.  | Katrin Neuenschwander    | 051    |
| 79.  | Linn Remmem              | 048    |
| 80.  | Petra Bernet             | 047    |
| 81.  | Jeanette Lunde           | 044    |
| 81.  | Roberta Serra            | 044    |
| 83.  | Astrid Plank             | 042    |

| Rang | Name                   | Punkte |
| ---- | ---------------------- | ------ |
| 084. | Ingrid Stöckl          | 41     |
| 085. | Edith Thys             | 39     |
| 086. | Titti Rodling          | 37     |
| 087. | Kristina Koznick       | 36     |
| 087. | Andrea Schwarzenberger | 36     |
| 089. | Gaby May               | 34     |
| 089. | Alexandra Meissnitzer  | 34     |
| 091. | Swetlana Gladyschewa   | 30     |
| 092. | Erika Hansson          | 29     |
| 092. | Mélanie Turgeon        | 29     |
| 094. | Leila Piccard          | 28     |
| 094. | Barbara Raggl          | 28     |
| 096. | Christelle Guignard    | 26     |
| 096. | Heidi Voelker          | 26     |
| 098. | Monique Pelletier      | 25     |
| 098. | Kerstin Riediger       | 25     |
| 100. | Madlen Summermatter    | 23     |
| 101. | Céline Dätwyler        | 22     |
| 101. | Eva Twardokens         | 22     |
| 103. | Nathalie Bouvier       | 18     |
| 103. | Wendy Fisher           | 18     |
| 105. | Nancy Gee              | 17     |
| 106. | Hilde Gerg             | 14     |
| 107. | Marcella Biondi        | 13     |
| 107. | Kathleen Monahan       | 13     |
| 107. | Renate Oberhofer       | 13     |
| 107. | Angela Zimmermann      | 13     |
| 111. | Veronika Tarasovičová  | 12     |
| 112. | Manuela Heubi          | 11     |
| 112. | Angelika Hurler        | 11     |
| 112. | Emi Kawabata           | 11     |
| 112. | Swetlana Nowikowa      | 11     |
| 112. | Anna Parisien          | 11     |
| 117. | Michaela Dorfmeister   | 10     |
| 117. | Marie-Pierre Gatel     | 10     |
| 117. | Tanja Schneider        | 10     |
| 120. | Sonja Nef              | 09     |
| 121. | Eleonore Richon        | 06     |
| 121. | Nives Sitar            | 06     |
| 123. | Natalija Buga          | 05     |
| 124. | Cathy Chedal           | 02     |

### Abfahrt
| Rang | Athlet            | Punkte |
| ---- | ----------------- | ------ |
| 1    | Franz Heinzer     | 527    |
| 2    | Atle Skårdal      | 427    |
| 3    | William Besse     | 366    |
| 4    | Armin Assinger    | 360    |
| 5    | Daniel Mahrer     | 343    |
| 6    | Marc Girardelli   | 331    |
| 7    | Patrick Ortlieb   | 272    |
| 8    | Hannes Trinkl     | 264    |
| 9    | Werner Perathoner | 256    |
| 10   | Peter Rzehak      | 255    |
| 11   | Adrien Duvillard  | 206    |
| 12   | Pietro Vitalini   | 203    |
| 13   | Günther Mader     | 192    |
| 14   | Peter Runggaldier | 188    |
| 14   | Leonhard Stock    | 188    |
| 16   | Christophe Plé    | 185    |
| 17   | Markus Wasmeier   | 171    |
| 18   | Bruno Kernen      | 169    |
| 19   | Jan Einar Thorsen | 164    |
| 19   | Tommy Moe         | 164    |
| 21   | AJ Kitt           | 156    |
| 22   | Denis Rey         | 144    |
| 23   | Urs Lehmann       | 142    |
| 24   | Helmut Höflehner  | 136    |
| 25   | Cary Mullen       | 125    |

| Rang | Athletin              | Punkte |
| ---- | --------------------- | ------ |
| 1    | Katja Seizinger       | 604    |
| 2    | Regina Häusl          | 323    |
| 3    | Kerrin Lee-Gartner    | 294    |
| 4    | Anja Haas             | 291    |
| 5    | Kate Pace             | 285    |
| 6    | Miriam Vogt           | 283    |
| 7    | Carole Merle          | 280    |
| 8    | Régine Cavagnoud      | 271    |
| 9    | Chantal Bournissen    | 258    |
| 10   | Heidi Zurbriggen      | 255    |
| 11   | Warwara Selenskaja    | 233    |
| 12   | Heidi Zeller-Bähler   | 202    |
| 13   | Astrid Lødemel        | 196    |
| 13   | Barbara Sadleder      | 196    |
| 13   | Ulrike Stanggassinger | 196    |
| 16   | Rosi Renoth           | 180    |
| 17   | Tatjana Lebedewa      | 177    |
| 18   | Picabo Street         | 170    |
| 19   | Anita Wachter         | 155    |
| 20   | Veronika Wallinger    | 142    |
| 21   | Hilary Lindh          | 137    |
| 22   | Sabine Ginther        | 134    |
| 23   | Katharina Gutensohn   | 130    |
| 24   | Monika Kogler         | 111    |
| 25   | Martina Ertl          | 100    |

### Super-G
| Rang | Athlet                | Punkte |
| ---- | --------------------- | ------ |
| 1    | Kjetil André Aamodt   | 420    |
| 2    | Günther Mader         | 307    |
| 3    | Franz Heinzer         | 301    |
| 4    | Jan Einar Thorsen     | 294    |
| 5    | Marc Girardelli       | 216    |
| 6    | Daniel Mahrer         | 213    |
| 7    | Patrick Ortlieb       | 198    |
| 8    | Luigi Colturi         | 181    |
| 9    | Marco Hangl           | 176    |
| 10   | Armin Assinger        | 173    |
| 11   | Atle Skårdal          | 169    |
| 12   | Stephan Eberharter    | 158    |
| 13   | Markus Wasmeier       | 135    |
| 14   | Alberto Senigagliesi  | 117    |
| 15   | Patrik Järbyn         | 106    |
| 16   | Leonhard Stock        | 100    |
| 17   | Paul Accola           | 83     |
| 18   | Josef Polig           | 78     |
| 19   | Tom Stiansen          | 77     |
| 20   | Luc Alphand           | 72     |
| 21   | Adrien Duvillard      | 69     |
| 21   | Fredrik Nyberg        | 69     |
| 21   | Ole Kristian Furuseth | 69     |
| 24   | Steve Locher          | 68     |
| 25   | Dietmar Thöni         | 65     |

| Rang | Athletin             | Punkte |
| ---- | -------------------- | ------ |
| 1    | Katja Seizinger      | 371    |
| 2    | Ulrike Maier         | 356    |
| 3    | Carole Merle         | 326    |
| 4    | Anita Wachter        | 313    |
| 5    | Sylvia Eder          | 263    |
| 6    | Deborah Compagnoni   | 230    |
| 7    | Kerrin Lee-Gartner   | 199    |
| 8    | Regina Häusl         | 181    |
| 9    | Heidi Zurbriggen     | 159    |
| 10   | Régine Cavagnoud     | 158    |
| 11   | Astrid Lødemel       | 131    |
| 12   | Heidi Zeller-Bähler  | 130    |
| 13   | Tatjana Lebedewa     | 122    |
| 14   | Megan Gerety         | 110    |
| 15   | Martina Ertl         | 99     |
| 16   | Stefanie Schuster    | 87     |
| 17   | Miriam Vogt          | 79     |
| 18   | Warwara Selenskaja   | 74     |
| 19   | Chantal Bournissen   | 60     |
| 19   | Diann Roffe          | 60     |
| 21   | Barbara Sadleder     | 55     |
| 22   | Petra Kronberger     | 50     |
| 23   | Christina Meier-Höck | 44     |
| 23   | Barbara Merlin       | 44     |
| 25   | Mojca Suhadolc       | 42     |

### Riesenslalom
| Rang | Athlet                | Punkte |
| ---- | --------------------- | ------ |
| 1    | Kjetil André Aamodt   | 410    |
| 2    | Alberto Tomba         | 381    |
| 3    | Marc Girardelli       | 372    |
| 4    | Lasse Kjus            | 254    |
| 5    | Fredrik Nyberg        | 250    |
| 6    | Michael von Grünigen  | 236    |
| 7    | Johan Wallner         | 208    |
| 8    | Paul Accola           | 165    |
| 9    | Alain Feutrier        | 148    |
| 10   | Hans Pieren           | 143    |
| 11   | Sergio Bergamelli     | 125    |
| 12   | Tobias Barnerssoi     | 119    |
| 12   | Franck Piccard        | 119    |
| 14   | Richard Kröll         | 111    |
| 15   | Steve Locher          | 98     |
| 16   | Ole Kristian Furuseth | 70     |
| 17   | Rainer Salzgeber      | 65     |
| 18   | Didrik Marksten       | 64     |
| 19   | Ian Piccard           | 59     |
| 20   | Urs Kälin             | 56     |
| 21   | Hans Knauß            | 46     |
| 22   | Mitja Kunc            | 43     |
| 23   | Massimo Zucchelli     | 41     |
| 24   | Alberto Senigagliesi  | 40     |
| 24   | Matteo Belfrond       | 40     |

| Rang | Athletin             | Punkte |
| ---- | -------------------- | ------ |
| 1    | Carole Merle         | 480    |
| 2    | Anita Wachter        | 396    |
| 3    | Martina Ertl         | 278    |
| 4    | Ulrike Maier         | 252    |
| 5    | Heidi Zeller-Bähler  | 245    |
| 6    | Sabina Panzanini     | 238    |
| 7    | Katja Seizinger      | 234    |
| 8    | Deborah Compagnoni   | 200    |
| 9    | Christina Meier-Höck | 199    |
| 10   | Anne Berge           | 162    |
| 11   | Sylvia Eder          | 158    |
| 12   | Vreni Schneider      | 136    |
| 13   | Morena Gallizio      | 119    |
| 14   | Marianne Kjørstad    | 111    |
| 15   | Lara Magoni          | 110    |
| 16   | Kristina Andersson   | 97     |
| 17   | Pernilla Wiberg      | 90     |
| 18   | Corinne Rey-Bellet   | 85     |
| 19   | Diann Roffe          | 75     |
| 20   | Caroline Gedde-Dahl  | 71     |
| 21   | Merete Fjeldavlie    | 64     |
| 22   | Michaela Gerg        | 62     |
| 23   | Bibiana Perez        | 61     |
| 24   | Heidi Zurbriggen     | 55     |
| 25   | Špela Pretnar        | 54     |

### Slalom
| Rang | Athlet                 | Punkte |
| ---- | ---------------------- | ------ |
| 1    | Thomas Fogdö           | 545    |
| 2    | Alberto Tomba          | 436    |
| 3    | Thomas Stangassinger   | 362    |
| 4    | Bernhard Gstrein       | 276    |
| 5    | Kjetil André Aamodt    | 267    |
| 6    | Jure Košir             | 251    |
| 7    | Thomas Sykora          | 238    |
| 8    | Peter Roth             | 202    |
| 9    | Patrick Staub          | 196    |
| 10   | Armin Bittner          | 185    |
| 11   | Oliver Künzi           | 179    |
| 12   | Hubert Strolz          | 172    |
| 13   | Marc Girardelli        | 160    |
| 14   | Michael Tritscher      | 149    |
| 15   | Patrice Bianchi        | 140    |
| 16   | Fabrizio Tescari       | 113    |
| 17   | Mats Ericson           | 111    |
| 18   | Günther Mader          | 101    |
| 19   | Lasse Kjus             | 96     |
| 20   | Finn Christian Jagge   | 90     |
| 21   | Dietmar Thöni          | 89     |
| 22   | Ole Kristian Furuseth  | 88     |
| 23   | Paul Accola            | 79     |
| 24   | Michael von Grünigen   | 77     |
| 25   | Konrad Kurt Ladstätter | 75     |

| Rang | Athletin               | Punkte |
| ---- | ---------------------- | ------ |
| 1    | Vreni Schneider        | 490    |
| 2    | Annelise Coberger      | 484    |
| 3    | Patricia Chauvet       | 402    |
| 4    | Anita Wachter          | 272    |
| 5    | Kristina Andersson     | 261    |
| 6    | Morena Gallizio        | 256    |
| 7    | Julie Parisien         | 230    |
| 8    | Elfi Eder              | 207    |
| 9    | Karin Köllerer         | 194    |
| 10   | Ingrid Salvenmoser     | 185    |
| 11   | Pernilla Wiberg        | 180    |
| 12   | Karin Buder            | 177    |
| 13   | Miriam Vogt            | 157    |
| 14   | Urška Hrovat           | 132    |
| 15   | Christine von Grünigen | 111    |
| 16   | Martina Accola         | 109    |
| 17   | Deborah Compagnoni     | 105    |
| 18   | Renate Götschl         | 100    |
| 19   | Petra Kronberger       | 96     |
| 20   | Kristi Terzian         | 83     |
| 21   | Nataša Bokal           | 77     |
| 22   | Monika Maierhofer      | 74     |
| 23   | Claudia Strobl         | 68     |
| 24   | Edda Mutter            | 63     |
| 25   | Christina Riegel       | 60     |

### Kombination
| Rang | Athlet              | Punkte |
| ---- | ------------------- | ------ |
| 1    | Marc Girardelli     | 300    |
| 2    | Günther Mader       | 200    |
| 3    | Kjetil André Aamodt | 160    |
| 4    | Steve Locher        | 131    |
| 5    | Hubert Strolz       | 105    |
| 6    | Patrick Ortlieb     | 90     |
| 7    | Adrien Duvillard    | 82     |
| 7    | Rainer Salzgeber    | 82     |
| 9    | Lasse Kjus          | 70     |
| 10   | Stephan Eberharter  | 69     |
| 11   | Gianfranco Martin   | 57     |
| 12   | Lasse Arnesen       | 56     |
| 13   | Markus Wasmeier     | 55     |
| 14   | Bruno Kernen        | 45     |
| 15   | AJ Kitt             | 44     |
| 16   | Dietmar Thöni       | 40     |
| 17   | Cary Mullen         | 39     |
| 18   | William Besse       | 32     |
| 19   | Asgeir Linberg      | 30     |
| 20   | Kristian Ghedina    | 29     |

| Rang | Athletin            | Punkte |
| ---- | ------------------- | ------ |
| 1    | Anita Wachter       | 150    |
| 2    | Miriam Vogt         | 140    |
| 3    | Morena Gallizio     | 120    |
| 4    | Bibiana Perez       | 100    |
| 5    | Martina Ertl        | 90     |
| 6    | Sabine Ginther      | 60     |
| 7    | Katja Seizinger     | 50     |
| 8    | Régine Cavagnoud    | 42     |
| 9    | Stefanie Schuster   | 40     |
| 10   | Chantal Bournissen  | 36     |
| 10   | Anja Haas           | 36     |
| 12   | Lucia Medzihradská  | 32     |
| 12   | Martina Osterried   | 32     |
| 14   | Ulrike Maier        | 29     |
| 15   | Kate Pace           | 26     |
| 15   | Špela Pretnar       | 26     |
| 17   | Karin Köllerer      | 24     |
| 17   | Jeanette Lunde      | 24     |
| 19   | Kerrin Lee-Gartner  | 22     |
| 19   | Heidi Zeller-Bähler | 22     |

## Podestplatzierungen Herren

### Abfahrt
| Datum      | Ort                          | 1. Platz         | 2. Platz          | 3. Platz        |
| ---------- | ---------------------------- | ---------------- | ----------------- | --------------- |
| 11.12.1992 | Gröden (ITA)                 | William Besse    | Jan Einar Thorsen | Patrick Ortlieb |
| 12.12.1992 | Gröden (ITA)                 | Leonhard Stock   | William Besse     | AJ Kitt         |
| 10.01.1993 | Garmisch-Partenkirchen (GER) | Franz Heinzer    | Pietro Vitalini   | Günther Mader   |
| 11.01.1993 | Garmisch-Partenkirchen (GER) | Daniel Mahrer    | Peter Rzehak      | Franz Heinzer   |
| 16.01.1993 | St. Anton am Arlberg (AUT)   | Franz Heinzer    | Peter Runggaldier | Günther Mader   |
| 23.01.1993 | Veysonnaz (SUI)              | Franz Heinzer    | Patrick Ortlieb   | William Besse   |
| 28.02.1993 | Whistler (CAN)               | Atle Skårdal     | Tommy Moe         | Franz Heinzer   |
| 15.03.1993 | Sierra Nevada (ESP)          | Armin Assinger   | Daniel Mahrer     | Hannes Trinkl   |
| 19.03.1993 | Kvitfjell (NOR)              | Adrien Duvillard | Werner Perathoner | Atle Skårdal    |
| 20.03.1993 | Kvitfjell (NOR)              | Armin Assinger   | Werner Perathoner | Hannes Trinkl   |

### Super-G
| Datum      | Ort                        | 1. Platz            | 2. Platz           | 3. Platz            |
| ---------- | -------------------------- | ------------------- | ------------------ | ------------------- |
| 05.12.1992 | Val-d’Isère (FRA)          | Jan Einar Thorsen   | Franz Heinzer      | Luigi Colturi       |
| 22.12.1992 | Bad Kleinkirchheim (AUT)   | Armin Assinger      | Leonhard Stock     | Kjetil André Aamodt |
| 12.01.1993 | St. Anton am Arlberg (AUT) | Marc Girardelli     | Jan Einar Thorsen  | Günther Mader       |
| 28.02.1993 | Whistler (CAN)             | Günther Mader       | Franz Heinzer      | Patrick Ortlieb     |
| 07.03.1993 | Aspen (USA)                | Kjetil André Aamodt | Stephan Eberharter | Daniel Mahrer       |
| 21.03.1993 | Kvitfjell (NOR)            | Kjetil André Aamodt | Daniel Mahrer      | Dietmar Thöni       |
| 26.03.1993 | Åre (SWE)                  | Kjetil André Aamodt | Günther Mader      | Franz Heinzer       |

### Riesenslalom
| Datum      | Ort                 | 1. Platz             | 2. Platz       | 3. Platz        |
| ---------- | ------------------- | -------------------- | -------------- | --------------- |
| 28.11.1992 | Sestriere (ITA)     | Kjetil André Aamodt  | Alberto Tomba  | Johan Wallner   |
| 13.12.1992 | Alta Badia (ITA)    | Marc Girardelli      | Alain Feutrier | Alberto Tomba   |
| 20.12.1992 | Kranjska Gora (SLO) | Marc Girardelli      | Lasse Kjus     | Fredrik Nyberg  |
| 19.01.1993 | Veysonnaz (SUI)     | Michael von Grünigen | Alberto Tomba  | Lasse Kjus      |
| 23.03.1993 | Oppdal (NOR)        | Kjetil André Aamodt  | Johan Wallner  | Fredrik Nyberg  |
| 27.03.1993 | Åre (SWE)           | Kjetil André Aamodt  | Alberto Tomba  | Marc Girardelli |

### Slalom
| Datum      | Ort                          | 1. Platz             | 2. Platz                                 | 3. Platz                    |
| ---------- | ---------------------------- | -------------------- | ---------------------------------------- | --------------------------- |
| 29.11.1992 | Sestriere (ITA)              | Fabrizio Tescari     | Michael Tritscher                        | Armin Bittner Hubert Strolz |
| 06.12.1992 | Val-d’Isère (FRA)            | Thomas Fogdö         | Thomas Sykora                            | Hubert Strolz               |
| 15.12.1992 | Madonna di Campiglio (ITA)   | Patrice Bianchi      | Alberto Tomba                            | Thomas Sykora               |
| 19.12.1992 | Kranjska Gora (SLO)          | Thomas Fogdö         | Alberto Tomba                            | Peter Roth                  |
| 09.01.1993 | Garmisch-Partenkirchen (GER) | Alberto Tomba        | Kjetil André Aamodt Thomas Stangassinger |                             |
| 17.01.1993 | Lech (AUT)                   | Thomas Fogdö         | Jure Košir                               | Alberto Tomba               |
| 24.01.1993 | Veysonnaz (SUI)              | Thomas Stangassinger | Alberto Tomba                            | Thomas Fogdö                |
| 28.03.1993 | Åre (SWE)                    | Thomas Fogdö         | Kjetil André Aamodt                      | Thomas Stangassinger        |

### Kombination
| Datum          | Ort                               | 1. Platz        | 2. Platz            | 3. Platz      |
| -------------- | --------------------------------- | --------------- | ------------------- | ------------- |
| 09./10.01.1993 | Garmisch-Partenkirchen (GER)      | Marc Girardelli | Kjetil André Aamodt | Günther Mader |
| 16./17.01.1993 | St. Anton am Arlberg / Lech (AUT) | Marc Girardelli | Günther Mader       | Hubert Strolz |
| 23./24.01.1993 | Veysonnaz (SUI)                   | Marc Girardelli | Kjetil André Aamodt | Günther Mader |

## Podestplatzierungen Damen

### Abfahrt
| Datum      | Ort                     | 1. Platz           | 2. Platz            | 3. Platz           |
| ---------- | ----------------------- | ------------------ | ------------------- | ------------------ |
| 12.12.1992 | Vail (USA)              | Miriam Vogt        | Katharina Gutensohn | Kerrin Lee-Gartner |
| 19.12.1992 | Lake Louise (CAN)       | Chantal Bournissen | Katja Seizinger     | Michaela Gerg      |
| 09.01.1993 | Cortina d’Ampezzo (ITA) | Regina Häusl       | Heidi Zurbriggen    | Katja Seizinger    |
| 15.01.1993 | Cortina d’Ampezzo (ITA) | Katja Seizinger    | Carole Merle        | Barbara Sadleder   |
| 22.01.1993 | Haus im Ennstal (AUT)   | Chantal Bournissen | Warwara Selenskaja  | Sabine Ginther     |
| 26.02.1993 | Veysonnaz (SUI)         | Katja Seizinger    | Kerrin Lee-Gartner  | Miriam Vogt        |
| 27.02.1993 | Veysonnaz (SUI)         | Anja Haas          | Régine Cavagnoud    | Kate Pace          |
| 06.03.1993 | Morzine (FRA)           | Katja Seizinger    | Regina Häusl        | Astrid Lødemel     |
| 13.03.1993 | Hafjell (NOR)           | Kate Pace          | Picabo Street       | Carole Montillet   |

### Super-G
| Datum      | Ort                     | 1. Platz           | 2. Platz         | 3. Platz           |
| ---------- | ----------------------- | ------------------ | ---------------- | ------------------ |
| 13.12.1992 | Vail (USA)              | Ulrike Maier       | Astrid Lødemel   | Anita Wachter      |
| 20.12.1992 | Lake Louise (CAN)       | Katja Seizinger    | Tatjana Lebedewa | Regina Häusl       |
| 16.01.1993 | Cortina d’Ampezzo (ITA) | Ulrike Maier       | Carole Merle     | Sylvia Eder        |
| 28.02.1993 | Veysonnaz (SUI)         | Carole Merle       | Anita Wachter    | Régine Cavagnoud   |
| 07.03.1993 | Morzine (FRA)           | Deborah Compagnoni | Katja Seizinger  | Anita Wachter      |
| 20.03.1993 | Åre (SWE)               | Katja Seizinger    | Ulrike Maier     | Deborah Compagnoni |

### Riesenslalom
| Datum      | Ort                     | 1. Platz             | 2. Platz            | 3. Platz           |
| ---------- | ----------------------- | -------------------- | ------------------- | ------------------ |
| 28.11.1992 | Park City (USA)         | Ulrike Maier         | Carole Merle        | Vreni Schneider    |
| 05.12.1992 | Steamboat Springs (USA) | Anita Wachter        | Sabina Panzanini    | Deborah Compagnoni |
| 05.01.1993 | Maribor (SLO)           | Carole Merle         | Anita Wachter       | Vreni Schneider    |
| 10.01.1993 | Cortina d’Ampezzo (ITA) | Carole Merle         | Anita Wachter       | Deborah Compagnoni |
| 15.03.1993 | Hafjell (NOR)           | Christina Meier-Höck | Martina Ertl        | Katja Seizinger    |
| 20.03.1993 | Vemdalen (SWE)          | Katja Seizinger      | Heidi Zeller-Bähler | Carole Merle       |
| 27.03.1993 | Åre (SWE)               | Carole Merle         | Deborah Compagnoni  | Anita Wachter      |

### Slalom
| Datum      | Ort                     | 1. Platz         | 2. Platz           | 3. Platz           |
| ---------- | ----------------------- | ---------------- | ------------------ | ------------------ |
| 29.11.1992 | Park City (USA)         | Julie Parisien   | Pernilla Wiberg    | Annelise Coberger  |
| 06.12.1992 | Steamboat Springs (USA) | Pernilla Wiberg  | Annelise Coberger  | Petra Kronberger   |
| 06.01.1993 | Maribor (SLO)           | Vreni Schneider  | Annelise Coberger  | Deborah Compagnoni |
| 17.01.1993 | Cortina d’Ampezzo (ITA) | Vreni Schneider  | Annelise Coberger  | Karin Buder        |
| 24.01.1993 | Haus im Ennstal (AUT)   | Patricia Chauvet | Anita Wachter      | Morena Gallizio    |
| 14.03.1993 | Hafjell (NOR)           | Renate Götschl   | Kristina Andersson | Patricia Chauvet   |
| 19.03.1993 | Vemdalen (SWE)          | Vreni Schneider  | Patricia Chauvet   | Annelise Coberger  |
| 28.03.1993 | Åre (SWE)               | Vreni Schneider  | Karin Köllerer     | Christina Riegel   |

### Kombination
| Datum          | Ort                     | 1. Platz      | 2. Platz        | 3. Platz       |
| -------------- | ----------------------- | ------------- | --------------- | -------------- |
| 15./17.01.1993 | Cortina d’Ampezzo (ITA) | Anita Wachter | Miriam Vogt     | Sabine Ginther |
| 13./14.03.1993 | Hafjell (NOR)           | Bibiana Perez | Morena Gallizio | Miriam Vogt    |

## Nationencup
| Rang | Land                   | Punkte |
| ---- | ---------------------- | ------ |
| 1    | Österreich             | 10842  |
| 2    | Schweiz                | 6878   |
| 3    | Deutschland            | 5358   |
| 4    | Italien                | 5208   |
| 5    | Norwegen               | 4753   |
| 6    | Frankreich             | 4003   |
| 7    | Schweden               | 2198   |
| 8    | Vereinigte Staaten     | 1914   |
| 9    | Kanada                 | 1458   |
| 10   | Luxemburg              | 1379   |
| 11   | Slowenien              | 795    |
| 12   | Russland               | 652    |
| 13   | Neuseeland             | 484    |
| 14   | Slowakei               | 92     |
| 15   | Japan                  | 45     |
| 16   | Finnland               | 23     |
| 17   | Polen                  | 19     |
| 18   | Ungarn                 | 11     |
| 19   | Liechtenstein          | 4      |
| 20   | Vereinigtes Königreich | 2      |

| Rang | Land                   | Punkte |
| ---- | ---------------------- | ------ |
| 1    | Österreich             | 5398   |
| 2    | Schweiz                | 4243   |
| 3    | Norwegen               | 3734   |
| 4    | Italien                | 3125   |
| 5    | Frankreich             | 1729   |
| 6    | Schweden               | 1455   |
| 7    | Luxemburg              | 1379   |
| 8    | Deutschland            | 1159   |
| 9    | Vereinigte Staaten     | 617    |
| 10   | Kanada                 | 466    |
| 11   | Slowenien              | 370    |
| 12   | Japan                  | 34     |
| 13   | Finnland               | 23     |
| 14   | Polen                  | 19     |
| 15   | Ungarn                 | 11     |
| 16   | Liechtenstein          | 4      |
| 17   | Vereinigtes Königreich | 2      |

| Rang | Land               | Punkte |
| ---- | ------------------ | ------ |
| 1    | Österreich         | 5444   |
| 2    | Deutschland        | 4199   |
| 3    | Schweiz            | 2635   |
| 4    | Frankreich         | 2274   |
| 5    | Italien            | 2083   |
| 6    | Vereinigte Staaten | 1297   |
| 7    | Norwegen           | 1019   |
| 8    | Kanada             | 992    |
| 9    | Schweden           | 743    |
| 10   | Russland           | 652    |
| 11   | Neuseeland         | 484    |
| 12   | Slowenien          | 425    |
| 13   | Slowakei           | 92     |
| 14   | Japan              | 11     |

## Statistik der Podestplätze
Angegeben werden die Anzahl Podestplätze je Land und Disziplin sowie die Gesamtanzahl.

### Damen
| Land | Land | 1. | 2. | 3. | Total |
| ---- | ---- | -- | -- | -- | ----- |
| 01   | GER  | 9  | 6  | 06 | 21    |
| 02   | AUT  | 7  | 6  | 10 | 23    |
| 03   | SUI  | 6  | 2  | 02 | 10    |
| 04   | FRA  | 5  | 5  | 04 | 14    |
| 05   | ITA  | 2  | 3  | 05 | 10    |
| 06   | SWE  | 1  | 2  | 0– | 03    |
| 07   | CAN  | 1  | 1  | 02 | 04    |
| 08   | USA  | 1  | 1  | 0– | 02    |
| 09   | NZL  | –  | 3  | 02 | 05    |
| 10   | RUS  | –  | 2  | 0– | 02    |
| 11   | NOR  | –  | 1  | 01 | 02    |

| Land | Land | 1. | 2. | 3. |
| ---- | ---- | -- | -- | -- |
| 1    | GER  | 5  | 3  | 3  |
| 2    | SUI  | 2  | 1  | –  |
| 3    | CAN  | 1  | 1  | 2  |
| 4    | AUT  | 1  | –  | 2  |
| 5    | FRA  | –  | 2  | 1  |
| 6    | RUS  | –  | 1  | –  |
| 6    | USA  | –  | 1  | –  |
| 8    | FRA  | –  | –  | 1  |

| Land | Land | 1. | 2. | 3. |
| ---- | ---- | -- | -- | -- |
| 1    | AUT  | 2  | 2  | 3  |
| 2    | GER  | 2  | 1  | 1  |
| 3    | FRA  | 1  | 1  | 1  |
| 4    | ITA  | 1  | –  | 1  |
| 5    | NOR  | –  | 1  | –  |
| 5    | RUS  | –  | 1  | –  |

| Land | Land | 1. | 2. | 3. |
| ---- | ---- | -- | -- | -- |
| 1    | FRA  | 3  | 1  | 1  |
| 2    | AUT  | 2  | 2  | 1  |
| 3    | GER  | 2  | 1  | 1  |
| 4    | ITA  | –  | 2  | 2  |
| 5    | FRA  | –  | 1  | 2  |

| Land | Land | 1. | 2. | 3. |
| ---- | ---- | -- | -- | -- |
| 1    | SUI  | 4  | –  | –  |
| 2    | AUT  | 1  | 2  | 3  |
| 3    | SWE  | 1  | 2  | –  |
| 4    | FRA  | 1  | 1  | 1  |
| 5    | USA  | 1  | –  | –  |
| 6    | NZL  | –  | 3  | 2  |
| 7    | ITA  | –  | –  | 2  |

| Land | Land | 1. | 2. | 3. |
| ---- | ---- | -- | -- | -- |
| 1    | ITA  | 1  | 1  | –  |
| 2    | AUT  | 1  | –  | 1  |
| 3    | GER  | –  | 1  | 1  |

### Herren
| Land | Land | 1. | 2. | 3. | Total |
| ---- | ---- | -- | -- | -- | ----- |
| 01   | NOR  | 8  | 07 | 03 | 18    |
| 02   | AUT  | 6  | 09 | 15 | 30    |
| 03   | SUI  | 6  | 05 | 05 | 16    |
| 04   | LUX  | 6  | 0– | 01 | 07    |
| 05   | SWE  | 4  | 01 | 04 | 09    |
| 06   | CAN  | 2  | 10 | 03 | 15    |
| 07   | FRA  | 2  | 01 | 0– | 03    |
| 08   | USA  | –  | 01 | 01 | 02    |
| 09   | SLO  | –  | 01 | 0– | 01    |
| 10   | GER  | –  | 0– | 02 | 02    |

| Land | Land | 1. | 2. | 3. |
| ---- | ---- | -- | -- | -- |
| 1    | SUI  | 5  | 2  | 3  |
| 2    | AUT  | 3  | 2  | 5  |
| 3    | NOR  | 1  | 1  | 1  |
| 4    | FRA  | 1  | 1  | –  |
| 5    | ITA  | –  | 4  | –  |
| 5    | USA  | –  | 1  | 1  |

| Land | Land | 1. | 2. | 3. |
| ---- | ---- | -- | -- | -- |
| 1    | NOR  | 4  | 1  | 1  |
| 2    | AUT  | 2  | 3  | 3  |
| 3    | LUX  | 1  | –  | –  |
| 4    | SUI  | –  | 3  | 2  |
| 5    | ITA  | –  | –  | 1  |

| Land | Land | 1. | 2. | 3. |
| ---- | ---- | -- | -- | -- |
| 1    | NOR  | 3  | 1  | 1  |
| 2    | LUX  | 2  | –  | 1  |
| 3    | SUI  | 1  | –  | –  |
| 4    | ITA  | –  | 3  | 1  |
| 5    | SWE  | –  | 1  | 3  |
| 6    | FRA  | –  | 1  | –  |

| Land | Land | 1. | 2. | 3. |
| ---- | ---- | -- | -- | -- |
| 1    | SWE  | 4  | –  | 1  |
| 2    | ITA  | 2  | 3  | 1  |
| 3    | AUT  | 1  | 2  | 4  |
| 4    | FRA  | 1  | –  | –  |
| 5    | NOR  | –  | 2  | –  |
| 6    | SLO  | –  | 1  | –  |
| 7    | GER  | –  | –  | 2  |

| Land | Land | 1. | 2. | 3. |
| ---- | ---- | -- | -- | -- |
| 1    | LUX  | 3  | –  | –  |
| 2    | NOR  | –  | 2  | –  |
| 3    | AUT  | –  | 1  | 3  |

## Saisonverlauf

### Vor Saisonbeginn
Das ab dem Vorjahr geltende neue Punktesystem wurde hinsichtlich der Plätze vier bis zwanzig adaptiert, d. h. verringert – für Rang 4 gibt es nur mehr 50 statt 55 Punkte etc. Außerdem wurde eine Regelung eingeführt, wonach nicht jede Platzierung in den Top 30 mit Punkten boniert wird: Bei Überschreitung der Siegerzeit um 8 Prozent (bei Kombinationen um 16 %) wurden die Läufer zwar im Klassement geführt, bekommen aber keine Punkte zugesprochen.
Bei ihrem Kongress in Budapest kam über Antrag der Verbände von Deutschland, Österreich und der Schweiz Bewegung in der Preisgeldfrage, wobei eine Mindestdotation gefordert wurde. Bereits am 11. Juni genehmigte die FIS eine Vergrößerung der Werbefläche auf den Kleidungsstücken der Fahrerinnen/Fahrer. Demgegenüber wurde von den Kongressteilnehmern das Ansinnen des FIS-Vorstandes, die Vergabe von Weltmeisterschaften zwecks Vorbeugung gegen Bestechlichkeit eigenständig durchzuführen, abgelehnt. Neuer Marketing-Direktor des Weltverbandes wurde Christian Knauth.
Der FIS-Vorstand und alle Weltcup-Komitees hatten vom 30. September bis 3. Oktober in Oberstdorf getagt und mehrere Neueinführungen beschlossen:
- Die in Budapest geforderten Preisgeldregelungen wurden sanktioniert, wobei die Weltcuprenn-Veranstalter bis 15. November ihre Dotationen melden mussten. Bei dieser „Preisgeldpflicht“ lag die unterste Grenze für ein Rennen bei 20.000 CHFr (nach oben hin gab es kein Limit).  Kitzbühel war mit ca. 300.000 CHFr am höchsten dotiert, in Sestriere wurde in US-Dollar gerechnet, wobei sowohl für den Riesenslalom als auch Slalom je 50.000 geboten wurden. Die jeweiligen Preisgelder wurden anfangs sogar in den (österreichischen) Printmedien bei der Terminankündigung der Rennen mitgeteilt. So erfuhren die Leser, dass diese in Val-d’Isère insgesamt eine Million, in Gröden 300.000 und 700.000 bzw. in Steamboat Springs und Vail jeweils 570.000 Schilling betragen.
- Für die Startnummern in den Speeddisziplinen gab es eine „Pick-up“-Regelung, bei der die (jeweils aktuellen) „Top 15“ der Weltcupstartliste (WCSL), die den Oberbegriff „Gruppe 1“ trug, sich Nummern bis 30 wählen durften (beginnend mit der Nr. 1 dieser Liste), die Läufer nach der Gruppe 1 starteten nach Maßgabe der WCSL. Für das Finale bestand zudem die Möglichkeit, dass daran auch Fahrer mit 400 Weltcuppunkten teilnehmen durften. Es gab aber auch für die technischen Disziplinen eine ähnliche Regelung, allerdings nur für die erste Gruppe.
- Beschlüsse gab es auch hinsichtlich einer „Schneekanonen-Pflicht“ für alle Weltcup-Orte ab 1993/94, Einführung von Gletscherrennen. Den hochdotierten Slalom-Einladungsrennen wurde ein Absage erteilt.[4][5][6]

Es bestand Ungewissheit wegen der TV-Übertragungen, weil die Finanzanstalt „Halva“ mit Sitz in Liechtenstein diesbezügliche Rechte für 43 der 64 geplanten Weltcuprennen besaß und mit Preissteigerungen von teilweise 2.000 Prozent aufwartete. Die Anstalten ARD, ZDF, SRG und ORF weigerten sich, diese Forderungen zu akzeptieren. Es wurde eine Unterredung zwischen der EBU als übergeordnete Stelle der europäischen TV- und Rundfunkanstalten, FIS-Präsident Marc Hodler und der „Halva-Gruppe“ vereinbart. Von den Rennen aus Übersee bot im Übrigen nur der „Sportkanal“ teilweise Direktübertragungen an, während weder auf „Eurosport“ und schon gar nicht bei den vorgenannten „Öffentlich Rechtlichen“ diese Rennen „live“ zu sehen waren.
Bei der traditionellen Pressekonferenz des Skiherstellers „Fischer“ in Wien wurde mit Atle Skårdal ein Neuzugang präsentiert.

### Nationale Verbände
- Der Deutsche Skiverband musste mehrere Verletzte beklagen, die erst nach ein paar Rennen in den Weltcup zurückkamen. Siehe dazu bitte Beitrag „Verletzungen“.
- Der Österreichische Skiverband hielt ab 21. November einen Teil seiner Meisterschaften ab. Siehe dazu bitte Beitrag „Rennen außerhalb des Weltcups“.

Neuigkeiten hatte es schon am 4. Mai gegeben, als Alpinchef Werner Wörndle die neuen Rennsportleiter mit dem Tiroler Werner Margreiter (38) bei den Herren (als Nachfolger von Hans Pum, der den Marketingbereich übernahm) und dem Steirer Herwig Demschar (32) bei den Damen (Nachfolger von Raimund Berger, der als der bisher erfolgreichste ÖSV-Damentrainer bezeichnet wurde) vermeldete; dazu als Spartentrainer bei den Herren in der Abfahrt der ehemalige Abfahrtsrennläufer Kurt Engstler und in der Technik Fritz Vallant (welcher von 1977 bis dato die US-Damen betreut hatte); bei den Damen in der Abfahrt Gidi Achorner, in der Technik Filip Gartner.
- Eine Besonderheit war die Tatsache, dass sich Günther Mader „solo“ auf die Saison vorbereitet hatte und auch während derselben seine Trainings abgesondert absolvierte.

Sowohl von den Verantwortlichen im Damen- als auch Herrenbereich wurden für die technischen Disziplinen keine euphorischen Voraussagen getätigt. Die Herrenresultate 1991/92 im Riesenslalom wirkten nach, denn nur Günther Mader, Hubert Strolz, Rainer Salzgeber und Helmut Mayer befanden sich in der neuen Weltrangliste unter den ersten Dreißig.

Die ÖSV-Abfahrerinnen hatten in Zermatt ausgezeichnete Bedingungen vorgefunden; bei den Herren waren die Abfahrer Anfang Oktober auf Konditionskurs mit Quartier beim „Stanglwirt“ in Going (Going am Wilden Kaiser) gewesen, die Techniker und Kombinierer hatten ihre Vorbereitungen in Hintertux (Tux (Tirol)) absolviert.
- Der Schweizer Theo Nadig wurde neuer Herrentrainer in Frankreich; außerdem wurde von der „FFS“ Michel Vion als „Technischer Direktor“ geholt.[12]

### Statement desIRT
Auch das International Racing Team (IRT) (mit 24 Ausrüsterfirmen) nahm durch dessen neuen Generalsekretär Hannes Fürstauer (ehemals OK-Chef bei den Weltmeisterschaften 1991) zur Wahl von Japan als Austragungsort der Weltmeisterschaften 1993 Stellung, wobei aus „sportlichen Gründen die Auswahl des Termines und des Ortes nicht vertretbar gewesen sei“. Es sei legitim, dass die eingegliederten Unternehmen bei einem weltweiten Aufwand von rund 71,42 Mio. DM (alpin/nordisch) pro Saison auch entsprechende Gegenleistungen erwarten dürften. Fürstauer legte eine Palette von Forderungen vor, die am 26. Februar in München konkretisiert wurden. Demnach sollte es eine „TV-Garantie“ geben, denn bislang habe man bis Weihnacht nicht gewusst, ob die Mehrzahl der Rennen übertragen wird. Weiters sei die Kombination in der derzeitigen Form nicht mehr tragbar, es solle auch weniger Rennen und eine Konzentration auf die Wochenenden – dazu auf weltcupwürdigen Strecken und in Orten mit ausgezeichneter Infrastruktur – geben. Der Weltcupkalender solle geschlossen durchgezogen, Weltmeisterschaften oder Olympische Spiele vor oder nachher abgehalten werden und für diese letzten beiden Events sei es ein langfristiges Ziel des IRT, dass die jeweils 30 Besten automatisch startberechtigt sein müssten; es könne nicht sinnvoll sein, einen Teil der besten Läufer auszusperren.

### Premierensiege
Herren:
- Mit der damals vierthöchsten Startnummer (nämlich 28), mit welcher je ein Herrenslalom gewonnen wurde, überraschte am 29. November 1992 in Sestriere Fabrizio Tescari bei seinem einzigen Weltcupererfolg. Dabei profitierte er auch davon, dass Alberto Tomba zu draufgängerisch gefahren und ausgefallen war. Tescari war bisher nie unter den ersten 15 eines Weltcuprennens gewesen; er, der eigentlich Langläufer hatte werden wollen, war nach einer schweren Verletzung (1989 hatte er sich das linke Knie zertrümmert) zurückgekommen.[15]
- Jan Einar Thorsen konnte am 5. Dezember 1992 beim Super-G in Val-d’Isère seinen ersten Sieg einfahren.
- Auch Armin Assinger holte in einem Super-G, u. zw. am 22. Dezember 1992 in Bad Kleinkirchheim (somit in seiner näheren Heimat), den ersten Sieg, wobei er mit Start-Nr. 33 noch um 0,21 s seinen Landsmann Leonhard Stock abfing, seinen ersten Sieg.
- Adrien Duvillard, der von den Medien auch immer – im Hinblick auf seinen gleichnamigen Vater, der bis Anfang der 1960er-Jahre zur Weltspitze gezählt hatte – als «Duvillard junior» tituliert wurde, kam am 19. März 1993 in der ersten Abfahrt von Kvitfjell zu seinem ersten und einzigen Sieg.

Damen:
- Sie war bereits zweifache Super-G-Weltmeisterin und auch Weltmeisterschafts-Silbermedaillengewinnerin gewesen, doch erst am 28. November 1992 stand Ulrike Maier in einem Weltcuprennen, dem Riesenslalom in Park City, ganz oben. Dabei hatte sie sogar im ersten Durchgang einen Stock verloren, war trotzdem noch auf Rang 3 gekommen (es waren in diesem Lauf wegen des Schneefalls nur drei Läuferinnen der Gruppe 1 unter den zehn Schnellsten klassiert – und Vreni Schneider konnte sich im 2. Lauf noch von Rang 14 auf 3 verbessern).[16][17]
- Miriam Vogt gewann ihr einziges Weltcuprennen am 12. Dezember 1992 in der Abfahrt von Vail, krönte ihre Saisonleistung ca. zwei Monate später mit der Goldmedaille in der Kombination bei den Alpinen Skiweltmeisterschaften 1993 in Morioka.
- Ihren einzigen Weltcupsieg holte sich Regina Häusl schon zu Beginn ihrer Karriere mit dem Gewinn der Abfahrt in Cortina d’Ampezzo am 9. Januar 1993;  sie trug dabei noch eine höhere Start-Nummer, nämlich 20 (auch Stefanie Schuster als Fünfte lag mit Nr. 42 weit außerhalb der Elitefahrerinnen).[18]
- Für Patricia Chauvet gab es am 24. Januar 1993 im Slalom in Haus im Ennstal den ersten und einzigen Sieg. Es war dies der erste Slalomsieg für Frankreichs Damen seit dem 11. Januar 1985 (Christelle Guignard in Bad Kleinkirchheim), die nun in Summe auf 52 Slalomsiege kamen.
- Die frisch gebackene Abfahrtsweltmeisterin Kate Pace konnte am 13. März 1993 in Hafjell ihren Titel von Morioka bestätigen.
- Einen Tag nach Kate Pace’s Abfahrtssieg gab es in Hafjell erneut einen Premierensieg, als die erst 17-jährige Renate Götschl am 14. März 1993 sich den Slalom mit der bis heute (nach Saisonende 2018/19) bei den Damen in dieser Disziplin höchsten Startnummer 42 (die bis zum damaligen Zeitpunkt höchste Nummer hatte am 18. Dezember 1971 Françoise Macchi in Sestriere mit 29 gehabt) holte.
- „Hafjell zum Dritten“ galt für Bibiana Perez mit dem Kombinationssieg, der zugleich in der 58. Entscheidung einer Weltcup-Kombination nicht nur den ersten Sieg, sondern bis zu diesem Tag (13./14. März 1993) überhaupt das erste Podest für das italienische Damenteam brachte

### Saisonfinale
Ende der Saison wurde in Åre erstmals ein Weltcup-Finale mit besonderen Regeln durchgeführt (u. a.: nur die ersten 15 erhalten Punkte). Vorerst entfielen dort aber sowohl die Herren- als auch Damenabfahrt. Bei den Herren war Marc Girardelli mit 236 Punkten Vorsprung angereist. Kjetil André Aamodt verlängerte seine in Lillehammer und Oppdal begonnene Aufholjagd (zwei Siege), gewann den Super-G (Girardelli auf Rang 15); auch der Riesenslalom ging an Aamodt, aber mit Rang 3 sicherte sich Girardelli im vorletzten Saisonrennen mit nunmehr 112 Punkten Vorsprung endgültig den Titel. Aamodt holte im Slalom noch Rang 2. Bei den Damen war die Lage offener: Anita Wachter hatte 50 Punkte Vorsprung auf Katja Seizinger, die gleich den Super-G gewann, auf 1216:1202 stellte und letztendlich (nach Rang 4 im Riesenslalom gegenüber Rang 3 von Wachter) mit vier Punkten Vorsprung in den abschließenden Slalom ging, wo sie aber mit Rang 18 punktelos blieb (Wachter erhielt 24 Punkte für Rang 11).

### Erwähnenswertes
Allgemein:
- Am 4. Dezember wurde im Henri-Oreiller-Saal in Val-d’Isère der „Ski d'Or“ („Trophäe Cristal Lalique“) an Alberto Tomba überreicht, der in einer von 67 Journalisten durchgeführten Wahl 329 Punkte erhalten hatte. Die weitere Punktereihung lautete: Accola 229, Kronberger 126, Heinzer 81, Aamodt 65, Ortlieb 56 und Compagnoni 55.
- Das „International Racing Team“ („IRT“), das die Vertretung der Hersteller von Skiern, Skischuhen und Bindungen darstellte, wählte Hannes Fürstauer, den Organisationschef der Weltmeisterschaften 1991 von Saalbach-Hinterglemm, als Nachfolger von Gerhard Oberlechner zum neuen Generalsekretär; Oberlechner hatte im August den Vorsitz zurückgelegt (nach 18 Jahren in der Skiindustrie hatte er einen Branchenwechsel vollzogen – „Blizzard“-Geschäftsführer Franz Schemer hatte als „Erster Vize“ interimistisch das Amt übernommen).[19][20]
- Für die Abfahrt in St. Anton am Arlberg hatte der findige ORF-Regisseur Lucky Schmidleitner als Neuheit eine 10-m-Krankamera aufgeboten, welche an der Streckenstelle „Gampeneck“ montiert war und mit den Läufern mitfuhr, um deren Geschwindigkeit den Zuschauern besser vermitteln zu können.[21][22]
- Nach 1991/92 vermochte das Herrenteam des Österreichischen Skiverbandes auch in dieser Saison keinen Podestplatz im Riesenslalom zu erringen, wenngleich die Saisonbilanz in Summe besser ausfiel (dieses „Versagen“ war allerdings bereits vor Saisonbeginn befürchtet worden; es gab als Steigerung einen 5. Rang gleich in Sestriere durch Richard Kröll – letzte Saison war Rang 7 die Bestplatzierung gewesen – und es war nie der Fall, dass ein 22. Rang das „Beste“ war). Norwegen holte sogar am meisten Siege (8) vor der Schweiz und dem "Ein-Mann-Team" von Luxemburg (je 6). Auch bei den Damen war mit Deutschland (9 Siege) eine kleine Überraschung gegeben.

Herren:
- Überraschend konnten sich beim Riesenslalom in Sestriere (28. November) zwei Läufer außerhalb der Top-Gruppen im Vorderfeld klassieren: Tobias Barnerssoi mit Nr. 25 (nach dem 1. Lauf auf Rang 11, der im zweiten Durchgang die drittbeste Zeit fuhr) wurde Vierter, Richard Kröll mit Nr. 39 Fünfter.
- Mit hohen Startnummern fuhr Thomas Sykora, der vor der Saison nur Nr. 41 in der Weltrangliste aufgeschienen war, bei den Slaloms in Val-d’Isère (6. Dezember), wo er mit Nr. 27 auf Rang 2 sein erstes Weltcup-Podest realisieren konnte, und Nr. 23 in Madonna di Campiglio (15. Dezember) in die Weltspitze. Auch der Schweizer Oliver Künzi konnte in Madonna mit Nr. 25 auf Rang 5 vorstoßen.
- Eine große Sensation gelang dem Franzosen Alain Feutrier mit Rang 2 im Riesenslalom in Alta Badia (13. Dezember), den er mit Start-Nr. 31 herausfuhr. Feutrier war vor vier Jahren an Leukämie erkrankt und 1990 in den Weltcup zurückgekehrt.[23]
- Der Kärntner Nachwuchsskiläufer Peter Wirnsberger, wegen der Namensgleichheit mit dem bekannten ehemaligen steirischen Abfahrtsläufers als „Zweier-Wirnsberger“ bekannt, verunglückte am 20. Dezember in Zauchensee tödlich. Er hatte zuvor noch an diesem Tag bei den Salzburger Meisterschaften den Abfahrtssieg errungen und war mit seiner Freundin Monika „frei“ skigelaufen und war zu Sturz gekommen. Wirnsberger II war Juniorenweltmeister 1986 in der Kombination, Europacup-Gesamtsieger 1990 und -Abfahrtssieger 1992, österreichischer Abfahrtsmeister 1989 gewesen und hatte noch im Oktober den Titel im Super-G geholt. Beim folgenden Super-G in Bad Kleinkirchheim am 22. Dezember fuhren die ÖSV-Läufer mit Trauerflor, wurde die Start-Nr. 16 ausgelassen und dafür nach der Nr. 15 eine Trauerminute begangen und Wirnsbergers Foto im Fernsehen gezeigt.[24][25][26]
- Bei der zweiten Abfahrt in Garmisch-Partenkirchen (11. Januar) zeichnete sich eine schwerere Niederlage der Österreicher ab, wobei Armin Assinger (mit ohnehin Nr. 24) auf Rang 7 klassiert war, ehe Peter Rzehak mit Nr. 28 auf Rang 2 (0,31 s Rückstand) „die Gemüter beruhigte“.[27]
- Großes Glück hatten Xavier Gigandet, aber auch der veranstaltende Skiclub St. Anton am Arlberg bei der Abfahrt am 16. Januar: Der mit Nr. 2 gefahrene und offensichtlich ziemlich erschöpfte Schweizer Rennläufer kam auf der einigermaßen ruppigen Zieleinfahrt zu Sturz und rutschte unter das Gestänge der ORF-Kabinen, kam aber mit einigen Abschürfungen davon. Dies war im Hinblick darauf, dass derart viel auf der Strecke auf Sicherheit gelegt wird und nach dem Ziel gäbe es dieses Augenmerk nicht mehr, ein Denkanstoß für zukünftige Rennen.[28] Auf Grund dieses Unfalles wurde vom Präsidenten des Skiclubs St. Anton, Herbert Sprenger (zugleich Bürgermeister), im Hinblick auf die Damenrennen am 18. Dezember 1993 der Umbau des gesamten Zielraumes zugesichert. Auch die TV-Kabinen sollten nicht mehr an selber Stelle aufgebaut werden.[29]
- Helmut Mayer wurde auf Grund seiner nicht mehr zufriedenstellenden Leistungen (Plätze von 15 aufwärts kennzeichneten seine letzten Starts) durch seinen Verband aus den Kadern entlassen; laut einer Meldung vom 28. Juli 1993 trug er sich (kurzfristig) mit dem Gedanken, nun für den niederländischen Verband zu fahren.

Damen:
- Nachdem sie schon am Vortag von Rang 14 auf 3 gefahren war, verbesserte sich Vreni Schneider beim Slalom am 29. November in Park City mit Laufbestzeit noch von Rang 25 auf 4.[30]
- Eine Überraschung gab es beim Super-G in Lake Louise, wo Tatjana Lebedewa als „Sternchenfahrerin“ (siehe dazu den Wikipedia-Artikel „Abfahrt“) mit Start-Nr. 55 eine Zeit vorgelegt hatte, die nur mehr von der Eliteläuferin Katja Seizinger (Start-Nr. 7) um minimale 8 Hundertstel Sekunden unterboten wurde.
- Petra Kronberger trat Ende Dezember 1992 überraschend zurück. Dabei war sie erst vor wenigen Tagen erneut zur österreichischen Sportlerin des Jahres gewählt worden. Den Trainern hatte sie ihre Entscheidung bereits vor Weihnachten mitgeteilt, die Öffentlichkeit erfuhr es frühestens aus den Zeitungsmeldungen am 29. Dezember. Sie erklärte, dass sich schon im Sommer dieser Schritt abgezeichnet habe, denn die vergangenen drei Jahre hätten ziemliche Spuren an ihrem Körper hinterlassen. Die Hoffnung, dass durch die Rennatmosphäre Freude und Motivation in den USA zurückkommen würden, habe sich nicht erfüllt. Von der Skibühne verabschiedete sie sich am 8. Januar anlässlich der Damen-Rennen in Cortina d’Ampezzo in Begleitung von Gerhard Pfaffenbichler, dem nunmehrigen „Blizzard“-Firmenbetreuer. Es sollte auch keine Probleme um die Lösung der Sponsorenverträge geben. Der italienische Alpinskidirektor Calcamugi bezeichnete den Rücktritt als „den sensationellesten der Skigeschichte“.[31][32][33][34]
- Beim Riesenslalom in Maribor durfte der ÖSV nur mit 9 Damen starten, da sich (wegen des Rücktritts von Petra Kronberger) lediglich sieben unter den Top 60 der Weltrangliste befanden. Unter den neun war auch die Tiroler Debütantin Barbara Raggl.[35]
- Die Abfahrt in Haus im Ennstal am 22. Januar war für die Skimarke Völkl „maßgeschneidert“, denn gleich sechs Läuferinnen belegten die Ränge unter den ersten Acht. Beim Slalom am 24. Januar verwechselte der Computer die beiden Steirerinnen Karin Buder (Gesamtrang 4) und Monika Maierhofer und sprach vorerst nach dem ersten Lauf gegen Buder (Rang 3) statt Maierhofer eine Disqualifikation aus.[36][37]
- Da die Skidamen die Abfahrtsstrecke in Hafjell zu leicht befanden („Babystrecke“), bestreikten 12 Gruppe-1-Läuferinnen (darunter Miriam Vogt, Katja Seizinger, Anita Wachter, Chantal Bournissen) das Training am 12. März. Das Rennen wurde dann programmgemäß gefahren, wobei Kate Pace ihrer Gleiterfähigkeiten unter Beweis stellte, während es für die Damen des DSV (Rang 8 von Rosi Renoth war das schlechteste Saisonresultat) und des ÖSV (Rang 14 von Anja Haas war sogar das zweitschlechteste Resultat in der Geschichte) eine Niederlage gab.[38][39]

### Absagen, Verschiebungen
Allgemein:
- Sowohl die Abfahrt der Damen als auch der Herren (anberaumt um 09:30 und 10:30 h) beim Finale in Åre mussten wegen heftigen Sturms im Startbereich abgesagt werden. Vorerst hatte es noch kurzfristige, um 10 Uhr eine auf 14 Uhr anberaumte Verschiebung gegeben.

Herren:
- Die Abfahrt in Val-d’Isère am 4. Dezember wurde abgebrochen; in Führung befand sich AJ Kitt.[40]
- Eine Programmumstellung war in Garmisch-Partenkirchen erforderlich. Regen verhinderte am 8. Januar die Durchführung der Abfahrt, am 9. Januar war der Veranstalter damit beschäftigt, die Kreuzeck-Strecke wieder in einen rennbereiten Zustand zu bringen; der weggeregnete Schnee wurde durch solchen aus der Eishalle ersetzt – währenddessen konnte an diesem Tag der Slalom am Gudiberg gefahren werden. Es wurden doch noch beide Abfahrten durchgebracht, wobei der Montag (11. Januar) angehängt wurde.[41]
- Schon am 10. Januar musste der Skiclub Kitzbühel wegen Schneemangels die Absage der Hahnenkammrennen durch „FIS-Inspektor“ Sepp Messner zur Kenntnis nehmen. St. Anton sprang ein, doch den fälligen Slalom trug der auf der anderen Seite des Arlbergs gelegene Vorarlberger Ort Lech aus.[42][43]
- Auch die nächsten Traditionsveranstaltungen, der Riesenslalom von Adelboden und die Lauberhornrennen, mussten verlegt werden – hier übernahm Veysonnaz.
- Die Abfahrt in Aspen wurde wegen schlechter Sicht nach 15 Läufern (in Führung A.J. Kitt) abgebrochen; der Veranstalter stimmte einer Verlegung auf den 7. März nicht zu und beharrte auf der Austragung des programmierten Super-G. Die abgesagte Abfahrt wurde für den 19. März in Kvitfjell angesetzt.[44][45]
- Bei den Rennen in der Sierra Nevada wurde vorerst die für 13. März geplante Abfahrt auf den 14. März verschoben, jedoch gab es wegen Nebels eine weitere Verschiebung auf den 15. März. Als Ersatz hätte am 13. März der Slalom gefahren werden sollen, doch wegen der schlecht präparierten Piste gab es einen Streik durch die 15 Fahrer der ersten Startgruppe. Hinterher war aber laut Aussage von Paul Accola („Wir haben einen Schuss ins Leere abgegeben“) die Erkenntnis eingekehrt, dass damit die Fahrer um den WM-Test gekommen waren.[46][47][48]

Damen:
- Die in Haus abgebrochene Abfahrt wurde am 26. Februar in Veysonnaz nachgeholt, jedoch wurde die mit dem Slalom verbunden gewesene Kombination gestrichen.

### Verletzungen
Herren:
- Armin Bittner hatte im Sommertraining in Chile einen Kapsel- und Kreuzbandanriss erlitten; er konnte aber schon in Sestriere starten und wurde Slalom-Dritter.
- Markus Wasmeier hatte im Training in Südtirol einen Knöchelbruch und eine Schulterverletzung sowie eine Gehirnerschütterung davongetragen; sein Wiedereinstieg wurde für Januar erwartet.
- Der von einer dreiwöchigen Verletzungspause zurückgekehrte AJ Kitt markierte im 2. Abfahrtstraining in Val-d’Isère am 2. Dezember schon wieder Bestzeit. (Allerdings gab es hinterher kein Rennen; siehe dazu bitte Thema „Absagen, Verschiebungen“).[49]
- Rainer Salzgeber erlitt am 27. Februar bei der Abfahrt in Whistler einen Seitenband- und Kreuzbandriss; er trat bereits am 28. Februar die Heimreise an. Grund war eine immer schneller werdende Piste gewesen, weshalb es in der Mannschaftsführersitzung schwere Vorwürfe gegen FIS-Renndirektor Karl Frehsner gab. Erst sieben Läufer vor Schluss war das Rennen aus Sicherheitsgründen abgebrochen worden, was als fauler Kompromiss bezeichnet wurde. Vor Salzgeber waren bereits Luc Alphand, Denis Rey und Stefan Krauss schwer gestürzt und hatten Bänderrisse davongetragen. Es gab sogar Klagsdrohungen gegen die FIS (Patrick Ortlieb hatte eine solche nach seinem Aspen-Sturz eingebracht), welche durch ihren Generalsekretär Gian Franco Kasper aber der Meinung war, dass dies eine Sache der Rennjury sei und zudem würde die FIS niemanden zwingen, an den Weltcuprennen teilzunehmen.[50][51]

Damen:
- Katja Seizinger hatte in der Saisonvorbereitung im Abfahrtstraining nach einem Vierfach-Überschlag einen Innenbandriss im Knie davongetragen und war zu vier Wochen Pause genötigt gewesen. Am 26. November testete sie in Jerzens ihre Fitness und war zuversichtlich, in Steamboat Springs wieder dabei zu sein.[52]
- Nataša Bokal zog sich am 11. Dezember beim dritten Training für die Abfahrt in Vail einen Kreuzbandriss zu.[53]
- Auch Eva Twardokens erwischte es in einem Abfahrtstraining, u. zw. am 18. Dezember im unteren Streckenteil in Lake Louise, wo sibirische Kälte herrschte. Die Riesenslalom-Bronzemedaillengewinnerin von 1985 erlitt einen Kreuzbandriss im linken Knie. Es gab an diesem Tag noch zwei weitere Unglücksmeldungen, denn Anita Wachter schlug einen fürchterlich anzusehenden Salto und Julie Parisiens Bruder war bei einem Autounfall ums Leben gekommen. (Wachter konnte aber an der Abfahrt teilnehmen.)[54]
- Für Pernilla Wiberg waren die Saison und damit auch die Weltmeisterschaftstitelverteidigung beim Slalom in Maribor (6. Januar) zu Ende; sie war im ersten Lauf an einer Torstange hängen geblieben, der Hinterbacken der Skibindung riss ab, sie erlitt einen Achillessehnenriss. Die Schwedin wurde via Graz heimgeflogen.[55]
- Katharina Gutensohn kam am 15. Januar bei der Abfahrt in Cortina d’Ampezzo schwer zu Sturz; die Diagnose lautete: Riss des Kreuz- und Innenbandes im rechten Knie.
- Hilary Lindh erlitt in Haus im Ennstal eine Verletzung des rechten Knies, einen Bändereinriss, einen Sprung im oberen Schienbeinbereich und einen Knorpelschaden und wurde am 29. Januar in Vail vom bekannten Spezialisten Steadman operiert.

### Rücktritte
Nebst der dreifachen Weltcup-Gesamtsiegerin Petra Kronberger trat (nach Saisonschluss) auch Christelle Guignard zurück. Bei den Herren war es Hans Pieren.

## Rennen außerhalb des Weltcups
Die Termine der österreichischen Meisterschaften wurden erstmals Ende Juni 1992 veröffentlicht. Es gab jedoch Änderungen bei den Austragungsorten. So waren die Abfahrten für Damen und Herren für den 19. Februar, die übrigen Damen-Rennen vom 21. bis 23. Februar jeweils in Bad Gastein geplant, der Damenslalom in Hochficht. Bis auf eine Änderung kam es schon ab 21. November zu drei Titelentscheidungen bei den Herren. Vorerst der Slalom in Jerzens, bei dem Michael Tritscher zwar nationaler, der aber in der Laufzeit bessere Bernhard Bauer so genannter „Internationaler Slalommeister von Österreich“ wurde. Ab 23. November gab es in Hochgurgl (Gemeinde Sölden) den Riesenslalom und Super-G mit den Siegen für Helmut Mayer bzw. Peter Wirnsberger II.
Innerkrems war letztlich Austragungsort der Abfahrten für Damen und Herren 19. Februar) und des Damen-Super-G (21. Februar); der am 22. Februar angesetzte Riesenslalom musste wegen Schneesturms abgesagt werden. Im Super-G belegten die russischen Läuferinnen Tatjana Lebedewa, Swetlana Gladyschewa und Warwara Selenskaja hinter Siegerin Barbara Sadleder die Ränge 2 bis 4, auf Rang 5 klassierten sich ex aequo Cornelia Meusburger und Veronika Stallmaier, die somit gemeinsam „Vize-Meisterin“ wurden. Sie verweigerten jedoch die Entgegennahme der Medaillen, so dass ihnen vom Verband Geldstrafen und bei Nichtzahlung eine Sperre angedroht wurden. Da die Damen doch noch rechtzeitig die Zahlungsbestätigung dem ÖSV-Büro in Innsbruck per Fax zukommen ließen, wurden sie für die Rennen ab 26. Februar in Veysonnaz nominiert. Die Slalommeisterschaften wurden am 23. Februar in St. Michael/Lungau mit 94 Starterinnen nachgeholt, wobei die Burgenländerin Christina Riegel vor Karin Köllerer und Renate Götschl gewann (Weltmeisterin Karin Buder belegte Rang 6).